# 横浜市営バス滝頭営業所
横浜市営バス滝頭営業所（よこはましえいバスたきがしらえいぎょうしょ）は、横浜市磯子区滝頭三丁目に所在する横浜市交通局自動車本部（横浜市営バス）のバス営業所。国道16号沿いに位置する。最寄駅は根岸駅、最寄バス停留所は滝頭および市電保存館前。
1964年（昭和39年）開設。横浜市営バス路線のうち、横浜市電の代替系統を中心に、中区・南区・磯子区などを運行する路線を担当する。また、2階建バス「ブルーライン」、専用中型車による都心循環線「Yループ」、連節バスを使用する「ピアライン」「ベイサイドブルー」など、横浜中心部 - みなとみらい地区を運行する観光色の強い路線を担当してきたため、特色ある車両が導入されている。

## 概要
磯子営業所の出張所として、横浜市電滝頭車庫の跡地に開設されたのが当営業所の始まりである。
古くから市電の車庫として所在し、横浜市交通局の本庁舎が置かれていた時期もある経緯から、周辺には横浜市電保存館など交通局の関連施設が所在している。またかつては、横浜交通会館や職員住宅が営業所の近くに存在したが、2010年9月頃から翌2011年の夏頃までに解体され現存しない。
1997年に横浜市営バスで初めて通常の給油施設とは別にCNG充填施設が設置された営業所であり、まとまった数のCNGバスが導入・運用されていたが、2008年に東京ガスとの共同事業により、浅間町営業所敷地内に一般事業者・個人も利用可能なCNG充填設備が完成したのを機に、所属の全CNG車両が浅間町営業所へ転属し、更新時期を迎えた当営業所のCNG充填施設は使用を終了した。
遠州鉄道が単独運行する高速バスe-LineR「横浜イーライナー」の横浜側の待機場所となっている。

## 沿革
- 1912年（明治45年）4月13日 - 横浜電気鉄道滝頭線が開業[4]。
- 1921年頃 - 横浜電気鉄道の本社が当地へ移転[5]。
- 1921年（大正10年）4月1日 - 横浜市電気局が発足[6]、当地に本局が置かれる[7]。
- 1937年（昭和12年）6月30日 - 横浜市電気局滝頭営業所となる。[要出典]
- 1948年（昭和23年）10月20日 - 滝頭車両修繕工場を設置。
- 1959年（昭和34年）9月12日 - 本局が横浜市庁舎（港町一丁目1番地）へ移転。
- 1964年（昭和39年） - 開設[2]。
- 1966年（昭和41年）- 横浜市電の路線廃止が始まる。
- 1972年（昭和47年）4月1日 - 横浜市電廃止に伴い、市電滝頭営業所を廃止。
- 1973年（昭和48年）5月12日 - 営業所に昇格。[要出典]
- 1973年（昭和48年）8月25日 - 敷地内に横浜市電保存館が開館。
- 1983年（昭和58年）8月13日 - 敷地内に市営住宅竣工[注釈 1]。市電保存館を同住宅1階に移設。
- 1984年（昭和59年）4月1日 - 定期遊覧バス「みなとヨコハマ2階建バス ブルーライン」運行開始[7][9][10]。
- 1989年（平成元年）3月25日 - 横浜博覧会開催。翌3月26日より130系統・131系統（都心循環線）を運行開始[9]。
- 1996年（平成8年）
  - 3月21日 - 10系統・93系統のツーマン運行を廃止し小型バスによる運行に切り替え。これにより横浜市営バスの全系統がワンマン運行化される。
  - 5月 - 定期遊覧バスを保土ケ谷営業所へ移管し「横濱ベイサイドライン」にリニューアル。
- 1997年（平成9年）2月 - CNG充填施設が完成、1997年度よりCNGバスの新製配置を開始。
- 2000年（平成12年）10月28日 - みなとみらい100円バス運行開始[9]。
- 2007年（平成19年）4月1日 - 11系統・60系統を神奈川中央交通へ路線移譲[11]。
- 2008年（平成20年）
  - 6月22日 - 全所属車両でPASMO利用に対応[12]。これにより横浜市営バス全営業所へのPASMO導入が完了した[12]。
  - 12月31日 - 2009年1月1日： 103系統で終夜運転を実施[13]。
- 2009年（平成21年）
  - 1月 - 浅間町営業所におけるCNG充填施設新設に伴い、当営業所のCNG充填施設の運用を終了。所属のCNGバス全車を浅間町営業所へ転属。
  - 12月14日 - 273系統「ふれあいバス」を運行開始[9]。
- 2012年（平成24年）3月 - BDF使用車両の試験運用を開始、これに伴いBDF専用給油施設を設置。
- 2015年（平成27年）10月1日 - みなとみらい100円バスを廃止[14]。
- 2016年（平成28年）2月8日 - 南区総合庁舎シャトルバスを新設[9]。
- 2019年（令和元年）10月31日 - ピアラインを新設[15]
- 2020年（令和2年）
  - 7月23日 - 連節バス「ベイサイドブルー」を新設[16]。ぶらり赤レンガBUSを廃止[16]。
  - 11月4日 - 273系統「ふれあいバス」を廃止[17]。
- 2024年（令和6年）
  - 4月1日 - 深夜バスと雨の臨時便を廃止[18]。
  - 10月1日 - 乗務員不足のため一部にてダイヤ改正を実施[19]。

### みなとみらい地区の路線変遷

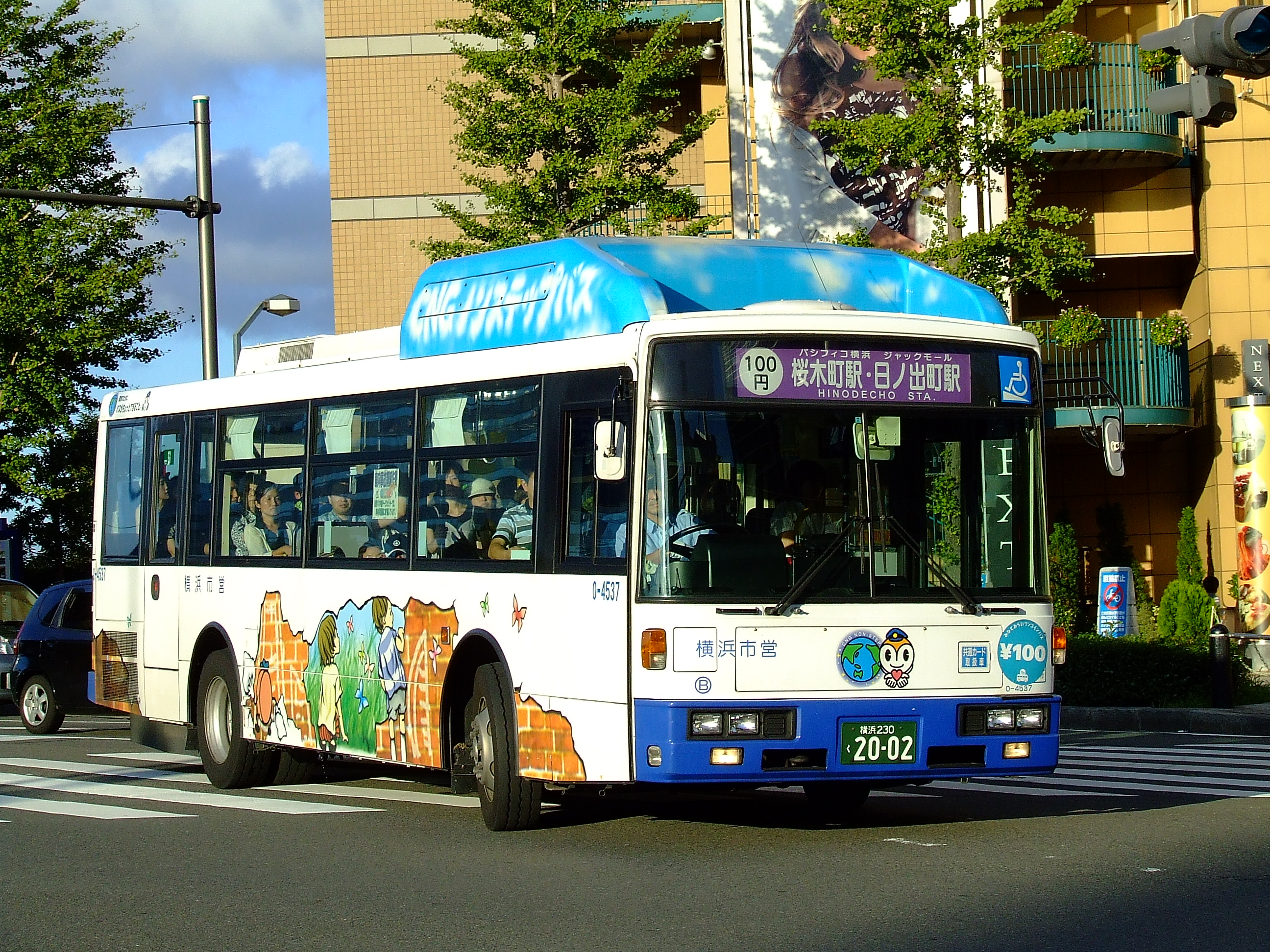
みなとみらい100円バス（2007年9月）

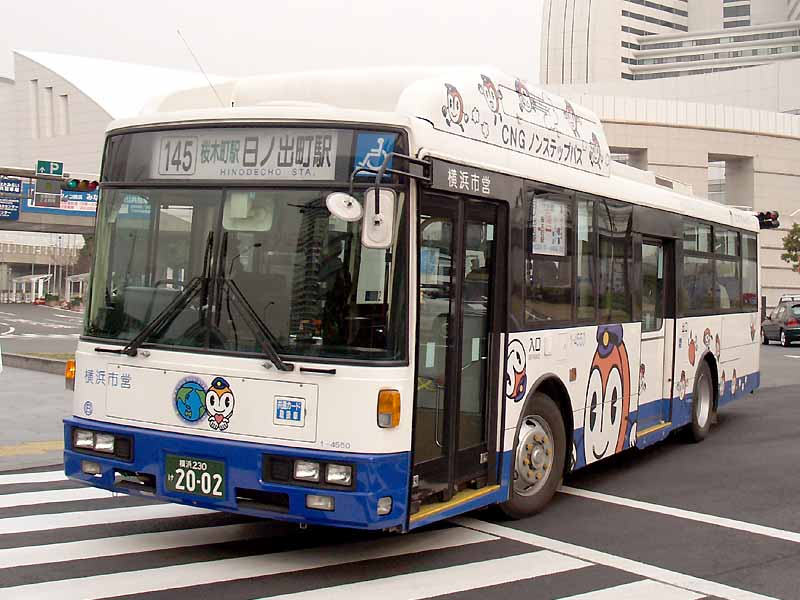
在りし日の145系統（2005年3月）

この節では、みなとみらい地区をかつて運行した各営業所所管系統の路線発展経緯についても記述する。当営業所所管の過去の各路線の詳細については「#廃止・移管路線」を参照。

みなとみらい地区のお披露目として1989年3月25日より開催された横浜博覧会では、横浜市営バスをはじめ市内のバス事業者が観客輸送の任に当たった。

当営業所では横浜博覧会開催に合わせて、翌3月26日より130系統・131系統「都心循環線」を新設。専用塗装の中型車によりみなとみらい地区での循環運行を開始した。これが後の「みなとみらい100円バス」や「あかいくつ」につながる横浜市中心部循環バスの嚆矢である。この都心循環線は横浜博覧会終了後の1990年代も運行継続され、1994年の路線再編で「Yループ」の愛称が与えられたが、専用車両の老朽化により2002年に廃止された。
2000年代以降は、みなとみらい地区では運賃100円均一の「みなとみらい100円バス」が運行されていた。土曜日・日曜日・祝日・振替休日と、夏休み・冬休み・春休み期間中の平日のみ運行されていた。100円バスの運行がない平日は、一般系統の156系統パシフィコ横浜発着便より補完されていた。車両はCNGノンステップバスのラッピング車両が優先的に充当されていた。この100円バスは開設以来、MM21街づくり協議会ほか地元13団体の経費補助により運行が維持されてきたが、横浜高速鉄道みなとみらい線や新たな観光周遊バス「あかいくつ」の開設など交通網の変遷に伴い運行は縮小していき、2015年をもって全路線が廃止された。

また2003年から2007年にかけては、横浜市営バス唯一のコミュニティバスである西区おでかけサポートバス（愛称「ハマちゃんバス」）が、桜木町駅を起終点としてみなとみらい地区付近の住宅地を循環運行していた。運行は保土ケ谷営業所が担当していた。
- 1989年（平成元年）
  - 3月25日： みなとみらい地区を会場として横浜博覧会が開催。
  - 3月26日： 130系統・131系統を新設[9]。「都心循環線」の名称を付与、専用車両により運行開始[3]。
    - 130系統：桜木町駅 → 野毛町 → 山元町 → 元町 → 中華街入口 → 桜木町駅
    - 131系統 : 桜木町駅 → 中華街入口 → 元町 → 山元町 → 野毛町 → 桜木町駅
- 1990年（平成2年）7月21日： 140系統を新設。
  - 140系統：桜木町駅 - 横浜館・臨港パーク
- 1991年（平成3年）
  - 7月31日： パシフィコ横浜開業に伴い、140系統を再編、141系統を新設。
    - 140系統：桜木町駅 - パシフィコ横浜 - 桜木町駅（循環）
    - 141系統：横浜駅 - パシフィコ横浜 - 桜木町駅

  - 10月16日：140系統に区間便を新設。
    - 140系統 (B)：桜木町駅→パシフィコ横浜
- 1992年（平成4年）
  - 7月27日：140系統・141系統、パシフィコ横浜展示ホールへの乗り入れを開始、以下の子系統を新設。
    - 140系統 (B)：展示ホール→パシフィコ横浜→桜木町駅
    - 141系統 (B)：横浜駅→パシフィコ横浜→横浜駅
    - 141系統 (C)：横浜駅→パシフィコ横浜
    - 141系統 (D)：展示ホール→横浜駅

  - 10月1日： 141系統、横浜シティエアターミナル (YCAT) への乗り入れ開始。
    - 141系統 (E)：横浜シティエアターミナル（現：ポートサイド）→横浜駅→パシフィコ横浜(B)、展示ホール→横浜駅→横浜シティエアターミナル
    - YCAT発着便は、京浜急行電鉄（現：京浜急行バス）との共同運行。
- 1993年（平成5年）11月17日： 140系統に山下ふ頭方面の便を新設。
  - 140系統 (D)：パシフィコ横浜 - 桜木町駅 - 中華街入口 - 山下ふ頭
  - 140系統 (E)：パシフィコ横浜 - 桜木町駅 - 中華街入口 - 山下ふ頭入口
- 1994年（平成6年）10月17日： 130・131系統をパシフィコ横浜へ延伸し「Yループ」の名称を付与。同時に、130・131系統の運行廃止区間を補完する形で134系統柏葉線を開設。
  - 130系統：パシフィコ横浜→桜木町駅→野毛町→横浜スタジアム前→中保健所前→中華街入口→桜木町駅→パシフィコ横浜（131系統は逆回り）
- 1995年（平成7年）1月21日： 130系統B・131系統B（長者町1丁目発着の出入庫便）を廃止。
- 1997年（平成9年）7月16日： 130・131系統をけいゆう病院経由に変更。
- 1998年（平成10年）1月19日： 57系統浅間町車庫 - 桜木町駅をけいゆう病院経由のパシフィコ横浜発着へ延長。
- 1999年（平成11年）9月10日： 140系統・141系統で再編。赤レンガパーク（現：赤レンガ倉庫）への乗り入れ開始。
  - 141系統 (I)：横浜駅 - パシフィコ横浜 - 赤レンガパークを新設。
  - 141系統 (J)：桜木町駅 - パシフィコ横浜 - 赤レンガパークを新設。
  - 141系統 (C)：横浜駅→パシフィコ横浜→横浜駅(C)を廃止。
  - 140系統 (D・E)：山下ふ頭・山下ふ頭入口発着便を廃止。
  - 140系統 (B)：桜木町駅→パシフィコ横浜を、141系統に統合（140系統は廃止）。
  - 京急バス141系統は、ポートサイド - 横浜駅 - パシフィコ横浜間の運行を継続。
- 2000年（平成12年）10月28日：161系統「100円バス桜木町駅ルート」を開設[9]。土休日・年末年始の日中のみ運行。
  - 161系統：桜木町駅 - ジャックモール - パシフィコ横浜 - 赤レンガパーク
- 2001年（平成13年）
  - 4月28日： 162系統「100円バス横浜駅ルート」開設。これに伴い141系統の土休日・祝日運行を廃止。
    - 162系統：横浜駅 - パシフィコ横浜 - 赤レンガパーク

  - 7月20日： 161系統「100円バス桜木町駅ルート」の一部便を循環運行に変更。
    - 161系統：桜木町駅→ジャックモール→パシフィコ横浜→赤レンガパーク→（この間無停車・経路は万国橋経由）→桜木町駅（循環）
- 2002年（平成14年）
  - 2月1日：141系統・142系統で再編。
    - 141系統：ポートサイド発着便を廃止し、以下の2ルートに集約。
      - 141系統 (D)：横浜駅 - パシフィコ横浜
      - 141系統 (I)：横浜駅 - パシフィコ横浜 - 赤レンガ倉庫

    - 142系統：以下の2ルートを開設。
      - 142系統 (A)：桜木町駅 - パシフィコ横浜 - 赤レンガ倉庫
      - 142系統 (B)：桜木町駅 - パシフィコ横浜

  - 4月12日：
    - 130系統・131系統「Yループ」を廃止。
    - 57系統 (H)：桜木町駅 - けいゆう病院 - パシフィコ横浜を新設。平日のみ運行。
    - 161系統「100円バス桜木町駅ルート」を桜木町駅→赤レンガ倉庫→パシフィコ横浜→ジャックモール→桜木町駅の左回り循環に変更し、桜木町駅 - 赤レンガ倉庫間を直行から各停に変更。
    - 163系統「100円バス日ノ出町駅ルート」を新設。
      - 163系統：日ノ出町駅→桜木町駅→ジャックモール→パシフィコ横浜→赤レンガ倉庫→桜木町駅→日ノ出町駅（右回り循環）
      - FIFAワールドカップ決勝戦の横浜開催に伴い、同年7月3日まで平日も運行されることとなり、現金と100円バス専用一日乗車券のみの乗車取扱であったのが、他の一般路線と同一の乗車券で利用可能になる。100円バスの平日運行は同年7月4日をもって終了。

    - 100円バスの平日運行終了に伴い、同年7月4日より145系統を新設。
      - 145系統：日ノ出町駅 - 桜木町駅 - けいゆう病院 - パシフィコ横浜

  - 6月1日：164系統「100円バス大桟橋・山下公園ルート」を新設。
    - 164系統：桜木町駅 - パシフィコ横浜 - 赤レンガ倉庫 - 大桟橋客船ターミナル - 山下公園 - 山下ふ頭入口
- 2004年（平成16年）
  - 2月1日： みなとみらい線開業に伴い、141・142系統を廃止。145系統を赤レンガ倉庫へ延伸。
    - 145系統：日ノ出町駅 - 桜木町駅 - けいゆう病院 - パシフィコ横浜 - 赤レンガ倉庫

  - 3月28日：164系統「100円バス大桟橋・山下公園ルート」を廃止。
- 2005年（平成17年）3月28日： あかいくつ271系統（桜木町駅 - 赤レンガ倉庫 - 港の見える丘公園）開設に伴い、100円バスを再編。
  - 161系統「100円バス桜木町駅ルート」を廃止。
  - 163系統「100円バス日ノ出町駅ルート」を往復運行に変更。
    - 163系統 (D)：日ノ出町駅 - 桜木町駅 - ジャックモール - けいゆう病院 - パシフィコ横浜 - 赤レンガ倉庫
- 2006年（平成18年）3月27日：145系統を廃止、156系統パシフィコ横浜発着便を開設。詳しくは#156・158・333系統の節を参照。
- 2007年（平成19年）4月1日：162系統「100円バス横浜駅ルート」を廃止[11]。57系統は浅間町車庫発着便が292系統として廃止統合され桜木町駅 - けいゆう病院 - パシフィコ横浜（H）のみの運行となる[11]。
- 2009年（平成21年）4月1日：57系統を廃止統合し、292系統を浅間町車庫 - 桜木町駅 - パシフィコ横浜 - けいゆう病院 - パシフィコ横浜間の運行に延伸。
- 2010年（平成22年）7月17日：163系統「100円バス日ノ出町駅ルート」を経路変更、ジャックモール・けいゆう病院・パシフィコ横浜は非経由となる。
  - 163系統 (E)：日ノ出町駅 - 桜木町駅 - 美術の広場前 - 赤レンガ倉庫
- 2011年（平成23年）9月3日： 163系統「100円バス日ノ出町駅ルート」に、日ノ出町駅 - 桜木町駅 (F) を開設。
- 2015年（平成27年）10月1日： 163系統を廃止、これによりみなとみらい100円バスの運行を終了[14]。

## 現行路線

### 9系統
| No. | 運行区間 |
| --- | --- |
| 9C  | 滝頭 - 岡村町 - 大岡住宅前 - 弘明寺 - 通町1丁目 - 井土ケ谷駅前 - 保土ケ谷駅東口 - 水道道 - 戸部駅前 - 横浜駅前 |
| 9D  | 滝頭 - 岡村町 - 大岡住宅前 - 弘明寺 - 通町1丁目 - 井土ケ谷駅前 - 保土ケ谷駅東口 - 水道道 - 藤棚                |
| 9E  | 磯子車庫前 ← 磯子駅前 ← 滝頭 ← 岡村町 ← 大岡住宅前 ← 弘明寺 ← 通町1丁目                                        |
| 9F  | 滝頭 ← 岡村町 ← 大岡住宅前 ← 弘明寺 ← 通町1丁目                                                                |
| 9G  | 磯子車庫前 → 磯子駅前 → 滝頭 → 岡村町 → 大岡住宅前 → 弘明寺 → 通町1丁目 → 井土ケ谷駅前 → 保土ケ谷駅東口        |
| 9H  | 磯子駅前 - 滝頭 - 岡村町 - 大岡住宅前 - 弘明寺 - 通町1丁目 - 井土ケ谷駅前 - 保土ケ谷駅東口                     |
| 9I  | 滝頭 - 岡村町 - 大岡住宅前 - 弘明寺 - 通町1丁目 - 井土ケ谷駅前 - 保土ケ谷駅東口                                |
| 9L  | 滝頭 - 岡村町 - 大岡住宅前 - 弘明寺                                                                            |
| 9M  | 磯子駅前 → 滝頭                                                                                                |

- 1935年9月15日： 磯子 - 弘明寺線を開設[9]
- 1936年8月1日： 保土ケ谷駅まで延伸、磯子 - 弘明寺 - 保土ケ谷駅間の運行となる
- 1941年10月1日： 戦時下の燃料統制の影響で日野 - 弘明寺線と統合し磯子 - 弘明寺間は休止、日野 - 弘明寺 - 保土ケ谷駅間の運行となる
- 1943年頃： 燃料・人員不足により路線休止
- 1948年頃： 磯子 - 保土ケ谷駅東口間の運行を再開
- 1959年以前： 磯子車庫[注釈 2] - 八幡橋 - 滝頭 - 弘明寺 - 保土ケ谷駅東口間の運行となる
- 1964年5月18日： 磯子駅前 - 滝頭 - 弘明寺 - 保土ケ谷駅東口 - 藤棚間の運行に変更。滝頭発着便も設定
- 1967年9月1日： 磯子車庫前へ延伸。磯子駅前発着便も存続
- 1968年9月1日： 磯子車庫前 - 横浜駅前間運行便を新設
- 1971年頃： 磯子車庫前 - 横浜駅前間運行便を弘明寺国大前[注釈 3] - 横浜駅前間の運行に短縮
- 1974年頃： 弘明寺国大前[注釈 3] - 横浜駅前間運行便を最戸橋 - 弘明寺 - 横浜駅間に延伸
- 1975年2月26日： ワンマン運行に切替
- 1976年3月31日： 最戸橋 - 横浜駅前間運行便を廃止、滝頭 - 横浜駅前間運行便を新設
- 2009年6月15日： 磯子駅前→滝頭間運行便を新設。片方向かつ夜間のみの運行
- 2020年7月23日 : ダイヤ改正により磯子車庫前 - 藤棚間運行便を廃止[16]。磯子車庫前・藤棚発着便が大幅に削減される[16]。

横浜市営バスの中でも古くから運行されている系統のひとつである。磯子駅前 - 滝頭 - 保土ケ谷駅東口間区間便 (G,H) と滝頭 - 保土ケ谷駅東口 - 横浜駅前 (C) の2つが主体の運行であり、現在は磯子車庫前 - 横浜駅前の全区間を運行する便は存在しない。系統名称は天神橋線であるが旅客案内ではほとんど使用されない。滝頭 - 弘明寺間では細かいクランク・カーブが続く狭隘路を運行するが、交通不便地帯であり朝夕は近隣学校の通学輸送も担うなど利用が多いため、運行便数は毎時3本以上かつ全便大型車での運行となっているのが特徴である。その他、朝夕には輸送力増強のため弘明寺折返しの区間便や通町1丁目始発の滝頭・磯子方面行区間便、磯子駅前発滝頭行区間便などの運行がある。
第二次世界大戦前の1935年に磯子 - 弘明寺間での運行が開設され1年後には保土ケ谷まで延伸されているが、戦争中は路線統合で日野 - 保土ケ谷間の運行とされた時期もあった。戦争終結後、1964年頃には保土ケ谷駅東口 - 磯子駅前間の運行となっており、1日82回の運行が行われていた。

### 21系統
| No. | 運行区間 |
| --- | --- |
| 21A | 桜木町駅前 - 日本大通り駅県庁前 - 薩摩町中区役所前 - 元町 - 柏葉 - 山元町1丁目 - 旭台 - 根岸駅前 - 磯子警察署前 - 市電保存館前 |
| 21B | 桜木町駅前 → 日本大通り駅県庁前 → 薩摩町中区役所前 → 元町 → 柏葉 → 山元町1丁目 → 旭台 → 根岸駅前                               |
| 21C | 根岸駅前 - 磯子警察署前 - 市電保存館前                                                                                         |
| 21F | 山元町1丁目 → 旭台 → 根岸駅前 → 磯子警察署前 → 市電保存館前                                                                    |

- 1928年11月10日： 市営バス開業時に根岸線：桜木町駅 - 市役所前 - 亀ノ橋 - 地蔵坂上 - 山元町 - 滝の上[注釈 4]として開設[9]、後に不動下へ延伸
- 1933年2月3日： 不動下から磯子へ延伸、桜木町駅 - 山元町 - 磯子間の運行となる
- 1941年10月1日： 戦時下の燃料・資材・人員不足により路線休止
- 1950年7月1日： アメリカ進駐軍第八軍輸送司令部の要請により21系統桜木町駅 - 長者町1丁目 - 旭台 - 磯子間[注釈 5]として復活[9]
- 1959年以前： 21系統の運行を長者町廻りから元町・柏葉廻りに変更
- 1961年3月10日： 55系統亀の橋線桜木町駅前 - 亀之橋 - 旭台 - 磯子車庫前間[注釈 6]を新設
- 1961年9月15日： 22系統石川町線桜木町駅前 - 長者町1丁目 - 旭台 - 磯子車庫前間[注釈 6]を新設[注釈 7]
- 1965年5月1日： 根岸駅ロータリーへ乗入れ、21・22・55系統桜木町駅 - 根岸駅区間便を新設[注釈 8]
- 1967年6月15日： 根岸駅 - 滝頭車庫前[注釈 6]区間便(C)を新設
- 1978年頃： 桜木町駅 - 根岸駅前区間便(B)を廃止、桜木町駅前 - 根岸台運行便(E)を新設
- 1994年10月17日： 22系統石川町線と55系統亀の橋線を廃止
- 詳細時期不明： 深夜バス362系統根岸駅前 - 市電保存館前 - 笹堀 - 給水塔前 - 浜小学校前新設
- 2006年3月27日： 桜木町駅前 - 根岸台運行便(E)を廃止
- 2008年4月14日： 深夜バス362系統を根岸駅 - 磯子駅間運行に変更、汐見台団地内を廻る運行は廃止
- 2009年6月1日： 333系統雨の日臨時便市電保存館 - 根岸駅を新設
- 2012年5月14日： 333系統雨の日臨時便市電保存館 - 根岸駅を廃止

21系統は、市街中心部から柏葉・山元・根岸台地区を経て根岸駅・滝頭営業所裏の市電保存館前まで至る当営業所の主要系統である。旧横浜市電から転用された麦田トンネルを通過したあと柏葉通り・横浜駅根岸道路を経て丘へ上がり、不動坂にて急坂を登降坂するなどアップダウンの多い経路を辿る。系統名は「根岸台線」であるが旅客案内ではほとんど使用されない。ほぼ全便が桜木町駅 - 市電保存館の通し運行であるが、数便のみ根岸駅 - 市電保存館の入出庫便が運行される。麦田町 - 市電保存館間は2020年まで273系統（ふれあいバス）が並行して運行されていた。かつては同じく横浜駅根岸道路を運行する103系統と同様に根岸台折返便が存在したが現在は運行されていない。また子系統として地蔵坂を経由する旧55系統や長者町1丁目経由の旧22系統が存在したがいずれも廃止されている。一時期は市電保存館前 - 根岸駅前間を往復運行する雨の日臨時便が運行されていた。この雨の日臨時便は21系統として旅客案内されていたものの、書類上では333系統という別番号が付与されていた。
当系統の桜木町駅 - 山元町 - 根岸台の運行は古く、市営バス開業時から根岸線：桜木町駅 - 地蔵坂上 - 滝之上として開設されており、1932年8月5日に市営バス路線で系統番号が採用された際には5系統とされた。また、現在の根岸森林公園に存在した根岸競馬場への観戦客輸送でも市営バスは大活躍し、春秋2回の横浜競馬開催時には鉄道省線との連絡運輸切符が設定・販売されたほか、一般路線である当時の5系統を一時運休して30台体制で専ら桜木町駅 - 競馬場間の輸送を行っていた。戦時下の路線休止を経て1950年には21系統として復活しているが、復活当初の経路は現在の元町・柏葉廻りではなく後の旧・22系統に近い経路であった。

### 68・102系統
| No.  | 運行区間 |
| ---- | --- |
| 68B  | 横浜駅西口 - 洪福寺 - 藤棚 - 久保山 - 黄金町 - 浦舟町 - 中村橋 - 滝頭                                           |
| 102B | 横浜駅前 - 戸部駅前 - 藤棚 - 久保山 - 黄金町 - 浦舟町 - 中村橋 - 滝頭                                           |
| 102D | 横浜駅前 → 久保山 → 黄金町 → 阪東橋 → 南区総合庁舎前 → 市大センター病院前 → 阪東橋 → 黄金町 → 久保山 → 横浜駅前 |

- 1963年7月1日： 68系統横浜駅前 - 久保山 - 浦舟町 - 杉田間を開設[9]。所管は磯子営業所であった
- 1964年5月19日： 国鉄根岸線磯子駅開業に伴い68系統に磯子駅前折返便を新設
- 1967年7月31日： 68系統を杉田より杉田平和町へ延伸
- 1968年9月1日： 68系統を横浜駅前（東口）発着から横浜駅西口発着へ変更
- 1969年9月30日： 市電7系統州崎神社前 - 浜松町 - 浦舟町 - 八幡橋の全線廃止に伴い市電代替バス102系統州崎神社前 - 横浜駅前 - 浜松町 - 浦舟町 - 滝頭 - 八幡橋 - 滝頭車庫前（現：市電保存館前）間を開設[9][出典無効]。横浜駅前発着便、浦舟町・滝頭折返便も設定。1970年の資料では既に102系統横浜駅 - 滝頭車庫間の運行となっているため、州崎神社前発着での運行は短期間で中止されたものと考えられる。
- 1982年： 68系統杉田平和町・磯子駅 - 八幡橋 - 滝頭間を廃止
- 1982年7月1日： 102系統滝頭車庫前（現：市電保存館前） - 八幡橋 - 滝頭間を廃止
- 2004年3月： 68系統を浅間町営業所との共管から滝頭営業所の単独所管に変更
- 2007年4月1日 - 2009年4月1日： 68系統が暫定運行措置対象路線として運行された[21]。詳しくは横浜市営バス#路線再編成の項を参照
- 2009年11月2日： 378系統深夜バス（横浜駅前→滝頭間）を開設
- 2010年10月4日： 324系統急行（滝頭→横浜駅前間）を開設[22]
- 2011年12月29日： 天神橋 - 千歳橋間の運行経路を158系統と同様の睦橋経由に変更[23]
- 2021年9月30日： 324系統急行（滝頭→横浜駅前間）を廃止[24]。
- 2021年10月1日： 102系統横浜駅前 → 市大センター病院前循環線開設[24]。

102系統は、横浜駅前と滝頭間を藤棚浦舟通り経由で結ぶ幹線系統である。横浜市電7系統の代替路線であり、アップダウンのある久保山付近や旧市街地を運行するため終日利用は多い。深夜バスは102系統と同経路の運行となっており、書類上の系統番号は378系統とされていた。
68系統は、横浜駅西口第二ターミナルを発着し尾張屋橋で東海道線や相鉄線を跨いだあと、浜松町以遠で102系統と同経路を運行する系統で、終日1時間に1 - 2便程度運行される。2007年の路線再編では廃止対象路線となったが、運行経費の一部を横浜市の一般会計から繰り出す暫定運行措置対象路線になり運行が維持され、対象路線としての運行が2年を経過した2009年からは一般営業路線に戻っている。
2011年（平成23年）12月29日より天神橋 - 千歳橋間において、158系統同様に睦橋を経由する経路に変更され、あわせて各系統の子系統記号もAからBへと変更された。なお、並行する京浜急行バス110系統（横浜線）は従来どおりの経路で運行している。
2021年（令和3年）10月1日のダイヤ改正より、平日朝に運行されていた急行便（324系統）が廃止されると同時に、市大センター病院付近を循環する子系統（D）が新設される。また、既存の68・102系統（B）とともに浅間町営業所との共管になる。

### 78系統
| No. | 運行区間                                                                       |
| --- | ------------------------------------------------------------------------------ |
| 78A | 磯子駅前 - 屏風ケ浦駅前 - 浜小学校前 - 岡村町 - 市電保存館前 - 滝頭 - 根岸駅前 |
| 78B | 滝頭地域ケアプラザ前 → 岡村町 → 浜小学校前 → 屏風ケ浦駅前 → 磯子駅前           |

- 1964年5月18日： 国鉄根岸線開通に伴い78系統を開設[9]。
- 2008年4月14日： 375系統深夜バス（磯子駅前→汐見台ストアー前→市電保存館前間）を開設

78系統は、JR根岸線磯子駅と根岸駅間を汐見台ストアー前・岡村町経由で結ぶ系統である。高低差のある汐見台地域や岡村地域などの鉄道駅から離れた住宅街を運行しており、磯子側・根岸側の双方で通勤通学客や買い物客の利用が多い。

### 101系統
| No.  | 運行区間                                                                                                |
| ---- | --- |
| 101A | 根岸駅 - 間門 - 和田山口 - 元町 - 地下鉄関内駅 - 桜木町駅前 - 花咲橋 - 岡野町 - 洪福寺 - 保土ケ谷車庫前 |
| 101E | 間門 → 和田山口 → 元町 → 地下鉄関内駅 → 桜木町駅前 → 花咲橋 → 岡野町 → 洪福寺 → 保土ケ谷車庫前          |

保土ケ谷営業所との共同運行路線である。間門発は始発1本のみ運行され、当営業所が担当する。詳しくは横浜市営バス保土ケ谷営業所#101系統の項を参照されたい。

### 103系統
| No.  | 運行区間                                                                                 |
| ---- | ---------------------------------------------------------------------------------------- |
| 103B | 横浜駅前 - 戸部駅前 - 日の出町1丁目 - 伊勢佐木長者町駅前 - 山元町1丁目 - 根岸台          |
| 103D | 横浜駅前 - 戸部駅前 - 日の出町1丁目 - 伊勢佐木長者町駅前 - 山元町1丁目 - 旭台 - 根岸駅前 |

- 1971年3月21日： 市電3系統横浜駅 - 山元町の廃止に伴い市電代替バス103系統横浜駅前 - 御所山 - 山元町 - 旭台間を開設、鶴見営業所の所管で副所管が磯子営業所とされた[9]。
- 1972年8月21日： 旭台より根岸台へ一区間延伸、最終便などで旭台発着便も引続き存続。同年より副所管が本牧営業所となる。
- 1982年頃： 本牧車庫発着便を新設
- 1991年12月16日： 366系統深夜バス（横浜駅前→旭台間）を開設
- 2007年4月1日： 旭台発着便(C)を廃止し根岸駅前発着便（D）を新設。滝頭・鶴見営業所の共管系統となる。
- 2007年4月14日： 366系統深夜バスを旭台より市電保存館前へ延伸
- 2008年2月9日： 鶴見営業所が担当から外れ、滝頭・本牧営業所の共管系統となる。

103系統は、横浜駅前 - 根岸台間を横浜駅根岸道路経由で運行する幹線系統である。横浜市電3系統の代替路線であり、アップダウンのある野毛地区・根岸地区や旧市街地を貫く経路のため終日運行便数・利用が多い。滝頭営業所への出入庫便は根岸駅前発着で運行される。本牧車庫前発着便も存在しているが、こちらは本牧営業所のみが担当している。深夜バスの書類上の系統番号は366系統である。市電時代の名残から開設以後長らく鶴見営業所が所管しており、副所管が磯子営業所、1972年より本牧営業所と変遷した後に、2007年からは当営業所と鶴見営業所の共管、翌2008年からは当営業所と本牧営業所の共管系統として運行されている。

### 109系統
| No.  | 運行区間                                                                              |
| ---- | ------------------------------------------------------------------------------------- |
| 109F | [特急] 横浜駅前 → スカイウォーク入口 → L8バース → 大黒税関正門前（平日朝運行）        |
| 109G | [特急] 横浜駅前 → 大黒税関正門前 → 流通センター → C3バース（平日朝運行）              |
| 109M | [特急] スカイウォーク前 → L8バース → 大黒税関正門前 → 横浜駅前（平日夕運行）          |
| 109R | [特急] 大黒海づり公園 → 流通センター → C3バース → 大黒税関前 → 横浜駅前（平日夕運行） |

- 2021年10月1日 : 1年間の期間限定で運行開始[24][27][28]。
- 2022年9月30日：当初はこの日で運行終了予定だったが、期間を延長する。

2021年10月1日から1年間の期間限定で運行される路線。109系統は横浜駅前から大黒ふ頭を結ぶ長距離路線であり、以前から着席の要望が多くあった。そのため、従来からの運行便に加え、座席が多いリムジン型車両を使用した特急便を新設し、首都高速道路経由とすることで輸送効率を高めることとなった。特急は平日のみの運行で、朝は横浜駅前から大黒ふ頭方向へ、夕方は大黒ふ頭島内から横浜駅前へ向かう便が設定されている。滝頭営業所はこの特急便のみを運行しており、従来から運行している一般車両タイプの109系統は引き続き本牧営業所が担当している（横浜市営バス本牧営業所#109系統を参照）。
リムジン型車両使用便ではキャッシュレス実証実験として、従来から利用できる交通系ICカードの他に、Visaのタッチ決済が利用できる。これは首都圏で運行する一般路線バスとしては初めての取り組みであり、同年冬には「あかいくつ」などの観光用路線でも実証実験が行われる予定である。なお、現金による利用はできない。

### 133系統
| No.  | 運行区間                                                      |
| ---- | ------------------------------------------------------------- |
| 133A | 根岸駅前 → 滝頭 → 市電保存館前 → 岡村町 → 上笹堀 → 上大岡駅前 |
| 133B | 上大岡駅前 → 上笹堀 → 岡村町 → 市電保存館前 → 滝頭 → 根岸駅前 |
| 133D | 滝頭地域ケアプラザ前 → 岡村町 → 上笹堀 → 上大岡駅前           |

- 1993年4月7日： 根岸駅前 - 港南区総合庁舎前間を開設[9]
- 1994年7月20日： 夏期期間中のプール開催時のみの運行として本牧市民公園前 - 根岸駅 - 岡村町 - 上笹堀 - 港南区総合庁舎前間を新設。翌年からは運行されていない。
- 1996年5月15日： 上大岡駅バスターミナル完成に伴い上大岡駅前発着に変更。

滝頭営業所所管系統で唯一港南区に乗り入れる路線である。78系統の根岸側と64系統の上大岡側を繋げた運行経路をとっており、両系統と同じく交通不便地帯を縫うように運行し、根岸側・上大岡側双方で利用が多いため営業収支は黒字である。上大岡駅バスロータリーが整備される以前は上大岡より先の港南区総合庁舎前まで運行し付近の一方通行路を使用して折り返していた。1994年には本牧市民プール利用客の便宜を図り、根岸駅前 - 本牧市民公園前間をノンストップで延伸運行したことがある。

### 135系統
| No.  | 運行区間                                                                               |
| ---- | -------------------------------------------------------------------------------------- |
| 135A | 根岸駅前 → 馬場町 → 脳卒中・神経脊椎センター → 市電保存館前 → 滝頭 → 馬場町 → 根岸駅前 |
| 135B | 根岸駅前 → 馬場町 → 脳卒中・神経脊椎センター → 市電保存館前                            |
| 135C | 脳卒中・神経脊椎センター → 市電保存館前 → 滝頭 → 馬場町 → 根岸駅前                     |

- 1999年8月2日： 開設[9]
- 2015年1月4日： 脳血管医療センターバス停が脳卒中・神経脊椎センターに改称[30]

横浜市立脳血管医療センター（現：横浜市立脳卒中・神経脊椎センター）の開業と同時に開設された小型バスで運行される循環系統である。平日の最終便は市電保存館前止まりとされている。脳卒中・神経脊椎センター - 丸山町公園間の経路では急坂とカーブが続くため、降雪時には脳卒中・神経脊椎センターで折返し運転する場合がある。
病院へのアクセス路線のため、開設当初からバリアフリー対策としてリフト付車両（日野・リエッセ）が運用されていたが、現在は除籍されノンステップバス（日野・ポンチョ）で運用される。

### 156・158系統
| No.  | 運行区間 |
| ---- | --- |
| 156A | パシフィコ横浜 → けいゆう病院 → 桜木町駅前 → 日ノ出町駅前 → 初音町 → 吉野町駅前 → 中村橋 → 滝頭                      |
| 156B | 滝頭 - 中村橋 - 吉野町駅前 - 初音町 - 日ノ出町駅前 - 桜木町駅前                                                      |
| 156C | 滝頭 → 中村橋 → 吉野町駅前 → 初音町 → 日ノ出町駅前 → 桜木町駅前 → けいゆう病院 → クイーンズスクエア → パシフィコ横浜 |
| 158A | 滝頭 → 中村橋 → 睦橋 → 浦舟町 → 日本大通り駅県庁前 → 桜木町駅前                                                      |
| 158B | 桜木町駅前 → 日本大通り駅県庁前 → 浦舟町 → 睦橋 → 中村橋 → 滝頭                                                      |

- 1972年4月1日： 循環運行であった市電6系統桜木町駅前 - 日の出町一丁目 - 前里町四丁目 - 葦名橋と市電8系統桜木町駅 - 本町四丁目 - 花園橋 - 浦舟町 - 葦名橋の廃止に伴い、市電代替バス76系統日ノ出町線 : 滝頭→睦橋→吉野町三丁目→日の出町一丁目→桜木町駅前→県庁前→浦舟町→睦橋→滝頭循環とその逆回りの98系統を開設[9]。
- 2002年7月4日： ワンコインバスの平日運行便として145系統日ノ出町駅前 - 桜木町駅前 - パシフィコ横浜間を開設[9]。
- 2004年2月1日： みなとみらい線開通に伴う路線再編により145系統を142系統と統合し赤レンガ倉庫へ延長。
- 2006年3月27日： 76・98・145系統を再編し、156系統滝頭 - 日ノ出町駅前 - 桜木町駅前 - パシフィコ横浜間と158系統滝頭 - 浦舟町 - 日本大通り駅県庁前 - 桜木町駅前間の運行となる[9]。
- 2012年6月1日： 333系統B雨の日臨時便（睦橋→本町4丁目）を開設。
- 2024年4月1日： 333系統B雨の日臨時便を廃止[18]。

桜木町駅前と滝頭の間を、横浜市電が運行していた旧市街地を経由して運行する系統である。市電代替路線として滝頭が基点の循環運行をしていた76・98系統と、休日運行の100円バス日ノ出町駅ルートとほぼ同経路を平日に運行していた145系統を再編することにより開設された。現在は両系統ともに1時間に2便程度の運行であり、156系統は土休日は全便が滝頭 - 桜木町駅前間の運行とされている。
雨天時の平日朝には158系統の臨時増発便が運行されており、この雨の日臨時便は旅客案内上は158系統であり同一経路の区間運行でありながら、書類上では333系統という別系統番号が付与されている。2024年4月1日のダイヤ改正で廃止された。

### 200系統（ベイサイドブルー）
| No.  | 運行区間 |
| ---- | --- |
| 200A | 横浜駅 → 高島中央公園 → パシフィコ横浜ノース → パシフィコ横浜 → カップヌードルパーク・ハンマーヘッド入口 → 大さん橋入口 → 山下公園前 → 山下ふ頭 |
| 200C | 横浜駅改札口前 ← 高島中央公園 ← パシフィコ横浜ノース ← パシフィコ横浜 ← ハンマーヘッド ← 赤レンガ倉庫前 ← 中華街入口 ← 山下町 ← 山下ふ頭        |

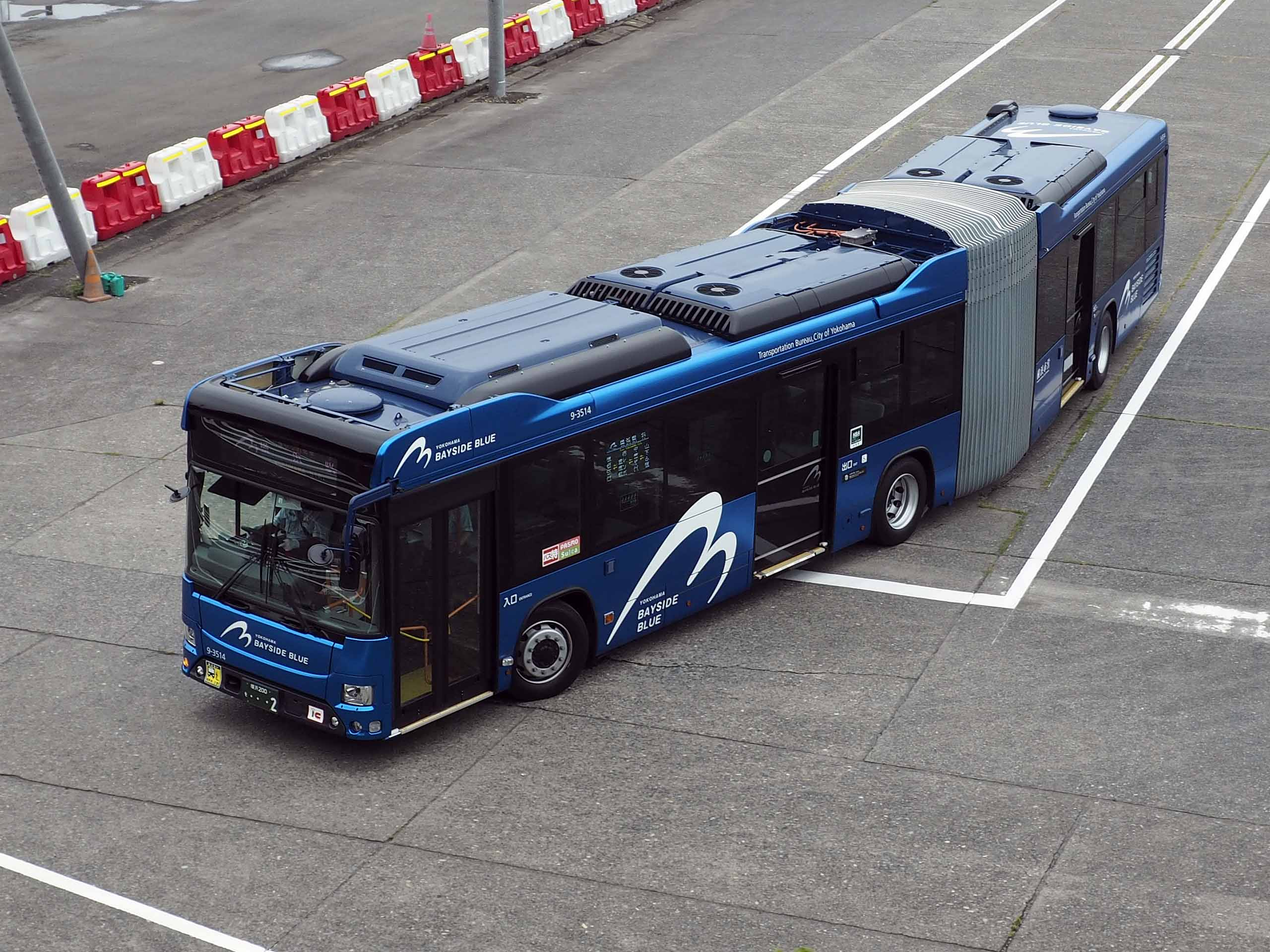
ベイサイドブルー専用連節バス

2020年7月23日のダイヤ改正で新設された。横浜駅からみなとみらいや中華街・赤レンガ倉庫などの観光地を結ぶ路線で、上記停留所のみ停車する。ベイサイドブルー (BAYSIDE BLUE) の愛称が付された当系統専用の連節バスで運行される。車両点検等の際は一般車両が代走する。

### 219系統
| No.  | 運行区間                                                               |
| ---- | ---------------------------------------------------------------------- |
| 219D | 弘明寺 → 岡村西 → 三殿台入口 → 大岡3丁目 → 弘明寺                      |
| 219E | 弘明寺 → 岡村西 → 三殿台入口 → みつが丘通り → みつが丘中央             |
| 219F | みつが丘中央 → みつが丘通り → 岡村西 → 三殿台入口 → 大岡3丁目 → 弘明寺 |
| 219G | 弘明寺 → みつが丘通り → みつが丘中央                                   |
| 219H | みつが丘中央 → みつが丘通り → 大岡3丁目 → 弘明寺                       |

- 2006年（平成18年）3月22日：開設[9]
- 2014年（平成26年）6月1日：みつが丘中央発着便を新設[33]
- 2015年（平成27年）12月1日：みつが丘入口バス停を廃止。みつが丘通りバス停を新設。
- 2021年（令和3年）7月11日 : 以下の停留所にて名称変更を実施[34]。
  - 外語短大正門前 → 岡村西
  - 外語短大裏 → 岡村西公園
  - 三殿台公園 → 三殿台入口

高低差が大きい横浜市営地下鉄弘明寺駅前と、かつて存在した神奈川県立外語短期大学敷地周辺を結ぶ路線。全便が小型バスで運行される。
弘明寺駅から旧外語短大付近を循環する循環便と、みつが丘中央発着便が運行されており、弘明寺では通町の周辺道路を迂回して折り返す。

## 廃止・移管路線

### 移管路線

#### 10系統
| No. | 運行区間                                                                      |
| --- | ----------------------------------------------------------------------------- |
| 10A | 市電保存館前 → 滝頭 → 磯子駅前 → 磯子車庫前 → 杉田駅前 → 栗木町 → 峰          |
| 10A | 峰 → 栗木町 → 杉田駅前 → 磯子車庫前 → 磯子駅前 → 禅馬 → 市電保存館前          |
| 10B | 磯子駅前 - 磯子車庫前 - 杉田駅前 - 栗木町 - 峰                                |
| 10C | 市電保存館前 → 滝頭 → 磯子駅前                                                |
| 10C | 磯子駅前 → 禅馬 → 市電保存館前                                                |
| 10D | 市電保存館前 → 滝頭 → 磯子駅前 → 磯子車庫前 → 杉田駅前 → 栗木町 → 峰 → 峰の郷 |
| 10D | 峰の郷 → 峰 → 栗木町 → 杉田駅前 → 磯子車庫前 → 磯子駅前 → 禅馬 → 市電保存館前 |
| 10E | 磯子駅前 - 磯子車庫前 - 杉田駅前 - 栗木町 - 峰 - 峰の郷                       |

| 10系統と93系統には車掌が乗務し（左）、杉田駅前では車外に出てバスを誘導していた（右）（1994年12月10日撮影） |  | 10系統と93系統には車掌が乗務し（左）、杉田駅前では車外に出てバスを誘導していた（右）（1994年12月10日撮影） |
| 10系統と93系統には車掌が乗務し（左）、杉田駅前では車外に出てバスを誘導していた（右）（1994年12月10日撮影） |  | |

年譜
- 1933年8月12日： 杉田 - 峯線を開設
- 1941年10月1日： 戦時下の燃料・資材不足により運行休止
- 1952年以前： 10系統磯子 - 願行寺前 - 湘南杉田駅前 - 峯の運行となる。
- 1956年頃： 滝頭 - 磯子 - 峰間の運行となる。杉田駅 - 峰間の区間便も運行されていたが後に廃止されている
  - この滝頭停留所 は現在の市電保存館前停留所で、現在の滝頭停留所とは異なる。当停留所は滝頭→磯子車庫前→滝頭車庫前→市電保存館前と名称が変遷している。
- 1996年3月21日： 小型車両によるワンマン運行に変更、これに伴い市電保存館前 - 磯子駅前運行便(C)を廃止
- 2001年6月28日： 峰から峰の郷へ1区間延伸
- 2007年3月31日： 磯子営業所へ移管、これに伴い市電保存館前発着便を廃止、横浜市生活交通バス路線維持制度による補助対象路線となる[35]。

横浜市営バス路線の中でも9系統などに次ぎ古くから運行されている系統の一つである。路線名称は峰線とされている。1940年11月発行の横浜市電気局事業誌には当路線について「新たに本市に合併された金澤方面は遊覧客多き関係もあり同地域内峯町方面からの屡々の陳情もあつて、市電杉田終駅より峯圓海山に至る峯線（三・八五〇粁）の新系統が設置されるに至つた」とあり、古くからあった円海山護念寺「峯の灸」への交通需要に対応し当路線が開設された様子が伝えられている。開設当初の途中停留所は、聖天橋・湘南杉田駅前（現：杉田駅）・栗木町のみであり、横須賀街道から現在の杉田商店街へ直接進入する経路で運行されていた。
戦時下の混乱期中の運転休止を経て、1952年3月時点で10系統 磯子 - 願行寺前 - 湘南杉田駅前 - 峯の運行となっている。その後、順次管轄路線がワンマン運行化されていく中で、杉田駅周辺において狭隘区間を抱える当系統と93系統は、横浜市営バス路線のうち最後まで車掌が常務するツーマン運行が維持され特徴的な系統となっていた。
峰周辺はニュータウン開発から外れた長閑な面影を残す地域であり、終点の峰では長らく山際の小さな待機所にて折返していた。小型車を使用するワンマン運行に変更されたのち、老人介護施設「峰の郷」開設に伴い、当系統も「峰の郷」玄関前まで延伸されている。市電保存館 - 峰の郷間の全線を運行する便より磯子駅前 - 峰の郷間の区間便が中心の運行となっていた。
小型車により開発から外れた地域へ運行する当系統の採算性は低く、路線廃止が予定されていた2007年からは、横浜市道路局の横浜市生活交通バス路線維持制度による補助金を受けて運行されている。これに伴い市電保存館を発着する入出庫便が廃止された上で磯子営業所へ移管された。

#### 93系統
| No  | 運行区間 |
| --- | --- |
| 93A | 磯子駅前 - 磯子車庫前 - 杉田駅前 - 栗木町 - 氷取沢                                                                                         |
| 93B | 磯子駅前 - 磯子車庫前 - 打越 - 栗木町 - 氷取沢                                                                                             |
| 93C | 市電保存館前 → 滝頭 → 磯子駅前 → 磯子車庫前 → 杉田駅前 → 栗木町 → 氷取沢 → 磯子台団地 → 氷取沢 → 栗木町 → 杉田駅前 → 磯子車庫前 → 磯子駅前 |
| 93D | 磯子駅前 → 磯子車庫前 → 杉田駅前 → 栗木町 → 氷取沢 → 磯子台団地 → 氷取沢 → 栗木町 → 杉田駅前 → 磯子車庫前 → 磯子駅前 → 禅馬 → 市電保存館前 |
| 93E | 磯子駅前 → 磯子車庫前 → 杉田駅前 → 栗木町 → 氷取沢 → 磯子台団地 → 氷取沢 → 栗木町 → 杉田駅前 → 磯子車庫前 → 磯子駅前                       |

年譜

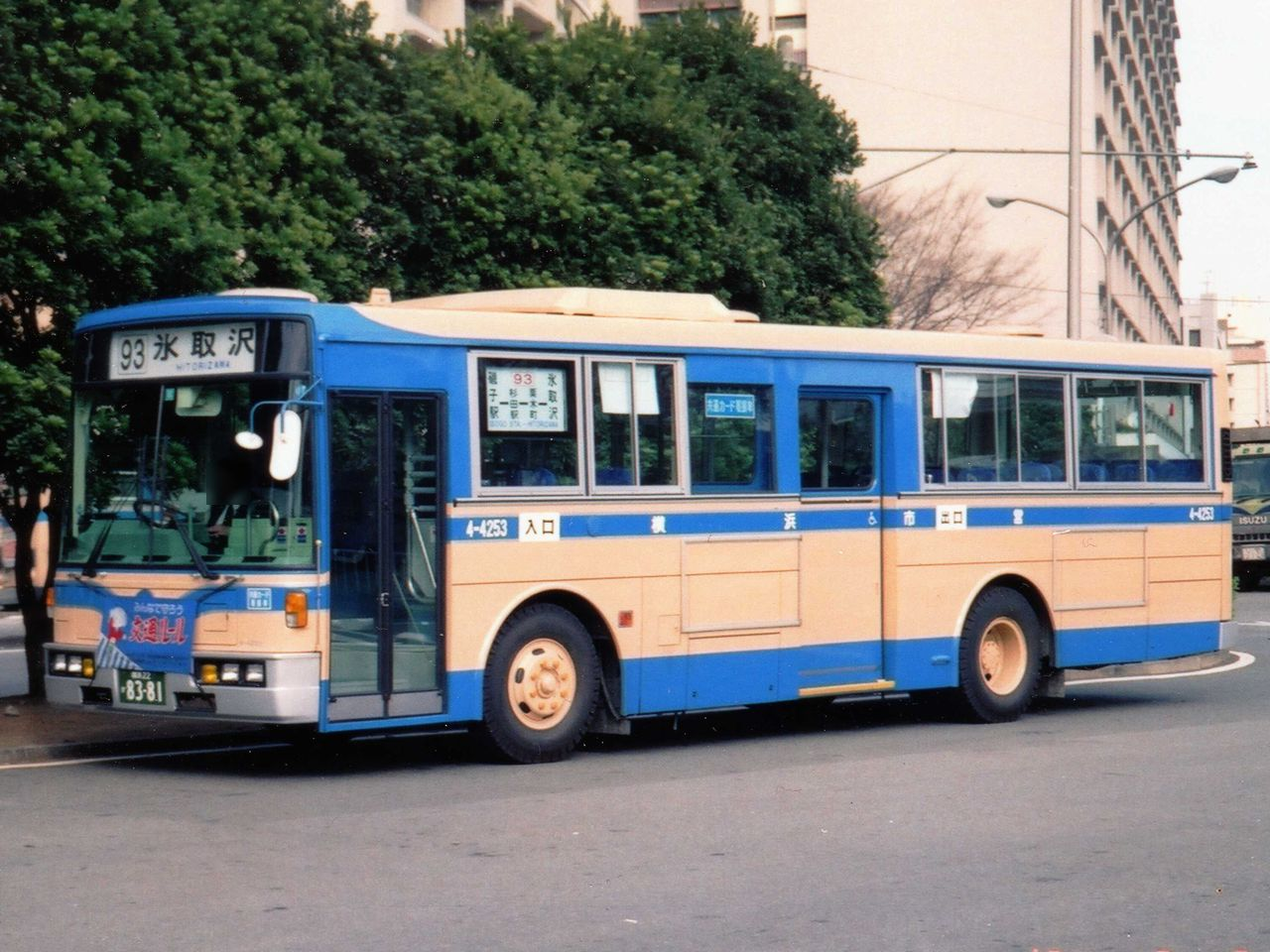
93系統に使用されていた車両

- 1968年3月1日： 93系統磯子駅 - 杉田駅前 - 氷取沢を開設
- 1983年4月1日： 磯子駅 - 屏風ヶ浦駅 - 打越 - 氷取沢運行便を新設
- 1988年7月21日： 磯子駅 - 屏風ヶ浦駅 - 打越 - 氷取沢運行便を廃止
- 1996年3月21日： 小型車両によるワンマン運行に変更
- 1998年6月1日： 笹下釜利谷道路拡幅工事のための折返所閉鎖に伴い、氷取沢 - 磯子台団地の循環区間を延伸。同時に市電保存館発着の出入庫便を新設
- 2007年4月1日： 100系統とともに暫定運行路線の293系統磯子駅前→磯子台団地→上中里団地→磯子駅前循環へと再編合併される形で廃止された。

磯子駅前より京急線杉田駅前を経由して、大岡川などの水源を抱える山林も近い氷取沢地区へ運行する系統であった。10系統と同じく、杉田駅周辺において京急線踏切を含む狭隘区間を経由するために、1990年代まで車掌が常務するツーマン運行が維持され特徴的な系統となっていた。
小型車を使用するワンマン運行に変更されたのち、氷取沢より磯子台団地に乗り入れて団地内を周回し磯子駅前方面へ戻る循環運行へ変更、同時に一部便が出入庫便として市電保存館発着になるなど変遷している。1980年代の一時期には磯子工高前・打越を経由して氷取沢へ運行する便が存在し、この運行便は杉田駅経由の本線と異なりワンマン運行されていた。
終日1時間に1便程度の運行とされており、不採算のため路線廃止が予定されていた2007年からは、暫定運行措置対象路線として100系統との統合路線である293系統へと再編され、同時に10系統とともに磯子営業所へ移管された。293系統については横浜市営バス磯子営業所#293系統（磯子台団地循環）を参照。

#### 113系統
| No.  | 運行区間                                         |
| ---- | ------------------------------------------------ |
| 113B | 桜木町駅前 → 羽衣町 → 吉野町駅前 → 中村橋 → 滝頭 |

平日・土曜日の桜木町駅前 → 滝頭便のみ滝頭営業所が担当していた。2014年3月29日のダイヤ改正で羽衣町 - 磯子車庫前便（C）が早朝に新設され、それと置き換わる形で廃止となり、113系統滝頭行および113系統滝頭担当便は消滅した。現在は全便磯子営業所が運行している。

### 299系統(三井アウトレットパーク横浜直行便)
| No.  | 運行区間                                        |
| ---- | ----------------------------------------------- |
| 299A | 横浜駅前 - 三井アウトレットパーク横浜ベイサイド |

2022年4月1日より運行を開始し、土休日に限り運行されていたが、2024年9月29日をもって運行を終了した。

### 123系統
| No.  | 運行区間 |
| ---- | --- |
| 123A | [急行] 横浜駅前 → 横浜市役所北プラザ → みなと赤十字病院入口 → 船員センター前 → 日産本牧専用埠頭                                                    |
| 123C | [急行] 本牧ポートハイツ前 → みなと赤十字病院入口 → 見晴橋 → 山下町 → 横浜市役所北プラザ → 日本丸メモリアルパーク → ぴあアリーナMM → 横浜駅改札口前 |

- 2021年10月1日： 開設
- 2022年10月1日： 本牧営業所に移管

横浜駅から本牧の工業地帯へ向かう路線。平日朝夕のみ運行される。123系統（G）では通用門および正門の両停留所は日産本牧埠頭の中に存在するため、関係者以外の利用はできない。
元々は連節バスでの運行を予定していたため、連接車の所属である滝頭営業所での運行であったが、連接バスでの運行は取りやめになり本牧営業所に移管された。
かつて夕方の便は233系統を名乗っていたが、2022年10月1日のダイヤ改正で123系統に統合され、233系統は廃止となった。

### 他社への移譲路線

#### 11系統
| No. | 運行区間 |
| --- | --- |
| 11A | 桜木町駅前 - 港の見える丘公園前 - 平楽中学校前 - 中村橋 - 蒔田駅前 - 南区役所前 - 井土ケ谷駅前 - 保土ケ谷駅東口 |
| 11B | 桜木町駅前 - 港の見える丘公園前 - 平楽中学校前 - 中村橋                                                         |
| 11C | 中村橋 - 蒔田駅前 - 南区役所前 - 井土ケ谷駅前 - 保土ケ谷駅東口                                                  |
| 11D | 桜木町駅前 - 港の見える丘公園前 - 平楽中学校前 - 中村橋 - 蒔田駅前                                              |

年譜
- 1950年1月10日： 11系統弘明寺 - 上大岡警察前 - 日野間を開設
- 1953年以前： 横浜駅前 - 桜木町駅前 - 初音町 - 井土ケ谷 - 弘明寺 - 日野間の運行となる
- 1957年12月31日： 11系統桜木町駅前 - 平楽 - 中村橋を開設。横浜駅 - 日野線はこれ以前に廃止されている
- 1962年10月1日： 桜木町駅前 - 平楽 - 中村橋 - 南区役所前 - 保土ケ谷駅東口の運行に延伸。
  - 全線運行便の他、桜木町駅前 - 蒔田駅前間、中村橋 - 保土ケ谷駅東口間の区間便が存在した。桜木町駅前 - 中村橋運行便は1998年に廃止
- 2006年8月31日 : 利用客減少を理由に蒔田駅前 - 港の見える丘公園の退出意向が神奈川県生活交通確保対策地域協議会へ提出され、交通局より全区間廃止の方針が発表される[36]。
- 2007年4月1日： 神奈川中央交通へ路線移譲され、横浜市道路局の横浜市生活交通バス路線維持制度による維持対象路線となった[37]。

| 11系統にはバス専用の信号機があり、神奈川中央交通への移管後も使用されている（2010年1月3日撮影） |  | 11系統にはバス専用の信号機があり、神奈川中央交通への移管後も使用されている（2010年1月3日撮影） |
| 11系統にはバス専用の信号機があり、神奈川中央交通への移管後も使用されている（2010年1月3日撮影） |  |                                                                                                |

当系統の元町入口 - 平楽 - 中村橋間は、横浜市営バスの路線の中でも最も長く対向バスとの離合が困難な狭隘区間の一つであったため、安全対策として山谷（さんや）・唐沢・打越橋停留所付近にバス専用信号機が設置されており、進入する狭隘区間に対向バスが接近する場合には信号機前で待機するよう運用されていた。また当区間前後では急坂である谷戸坂 ・稲荷坂を経由するため、降雪時には当該区間を運休し迂回する処置がとられていた。
利用客の減少と他のバス路線で代替可能であるとの理由で、2007年をもって全区間を廃止する方針が発表されたが、当系統の沿線地区はどの鉄道の最寄駅・他系統最寄停留所とも高低差が大きく、廃止となれば徒歩で急坂を昇り降りする必要があるため、周辺住民・通学利用者の反発は大きく、神奈川中央交通に路線移譲の上、横浜市道路局より補助金を受け運行を継続することとなった。
現在の11系統の運行については、神奈川中央交通舞岡営業所#YAMATE LINER（桜木町駅 - 保土ケ谷駅方面）の項を参照。

#### 60系統
| No. | 運行区間 |
| --- | --- |
| 60A | 磯子車庫前 - 磯子駅前 - 山王谷 - 弘明寺 - 通町1丁目 - 保土ケ谷駅東口 - 藤棚                                            |
| 60E | 磯子車庫前 → 磯子駅前 → 山王谷 → 弘明寺 → 通町1丁目 → 南区役所前 → 通町1丁目 → 弘明寺 → 山王谷 → 磯子駅前 → 磯子車庫前 |

年譜
- 1963年3月1日： 60系統磯子車庫前（現：市電保存館前） - 浜 - 山王谷 - 保土ケ谷駅東口を開設。
- 1964年5月18日： 磯子駅前 - 山王谷 - 保土ケ谷駅東口 - 藤棚間の運行となる。
- 1965年頃： 磯子車庫前発着便が新設される。
- 1982年頃： 磯子車庫前 - 保土ケ谷駅東口間の運行へ短縮される。
- 1995年2月29日： 磯子車庫前 - 山王谷 - 弘明寺 - 南区役所前(当時)循環の運行となる。
- 2007年4月1日： 神奈川中央交通へ路線移譲され、横浜市道路局の横浜市生活交通バス路線維持制度による維持対象路線となった[36]。なお、磯子車庫前発着は廃止され磯子駅前発着とされた。

1時間に1便程度の運行で、南区役所方面便は磯子駅前にて駅前ロータリー内の停留所と産業道路上の停留所の2箇所に停車した後、他の磯子発着路線と異なり磯子駅前 - 芦名橋間を横須賀街道ではなく産業道路経由で運行していた。山王谷付近で急坂を運行するため、降雪時などは屏風ケ浦経由の迂回運行へ変更される場合があった。路線廃止が予定されていた2007年からは11系統と同じく、神奈川中央交通に路線移譲の上、横浜市道路局より補助金を受け運行が継続されている。
現在の60系統の運行については、神奈川中央交通舞岡営業所#磯子駅 - 弘明寺 - 蒔田駅循環の項を参照。

### 廃止路線

#### 22・55系統
| No. | 運行区間                                                                                             |
| --- | --- |
| 22A | 桜木町駅前 - 県庁前（現：日本大通り駅県庁前） - 長者町1丁目 - 根岸駅前 - 磯子警察署前 - 市電保存館前 |
| 55A | 桜木町駅前 - 関内駅北口 - 亀の橋 - 地蔵坂上 - 根岸駅前 - 磯子警察署前 - 市電保存館前                 |

現在の22系統(3代目)、55系統(2代目)とは別系統である。詳しくは#21・361系統の節を参照。

#### 76・98系統
| No. | 運行区間                                                                                |
| --- | --------------------------------------------------------------------------------------- |
| 76A | 滝頭 → 中村橋 → 日ノ出町駅前 → 桜木町駅前 → 日本大通り駅県庁前 → 浦舟町 → 中村橋 → 滝頭 |
| 98A | 滝頭 → 中村橋 → 浦舟町 → 日本大通り駅県庁前 → 桜木町駅前 → 日ノ出町駅前 → 中村橋 → 滝頭 |

詳しくは#156・158・333系統の節を参照。

#### 108系統
| No.  | 運行区間 |
| ---- | --- |
| 108A | 市電保存館前 - 磯子警察署前 - 根岸駅前 - 間門 - 和田山口 - 元町 - 中区分庁舎前 - 日本大通り駅県庁前 - 桜木町駅前 |

現在の108系統(3代目)、また初代108系統とは別系統である。
1987年10月8日に開設された中区役所へのアクセス路線であった。1時間に1便程度の運行頻度とされており、開設当初は土休日の運行もあったが後に平日のみの運行となっていた。小港 - 桜木町駅前間は、かつて存在した54系統桜木町駅前発着便と同一経路をとり、同区間では両系統合わせて30分間隔となるダイヤが組まれていた。2006年3月27日に廃止された。

#### 130・131系統 (Yループ)
| No.  | 運行区間                                                                                               |
| ---- | --- |
| 130A | 桜木町駅前 → 伊勢佐木町 → 山元町 → 柏葉 → 元町 → 中華街入口 → 桜木町駅前                               |
| 131A | 桜木町駅前 → 中華街入口 → 元町 → 柏葉 → 山元町 → 伊勢佐木町 → 桜木町駅前                               |
| 130C | パシフィコ横浜 → 桜木町駅前 → 伊勢佐木町 → 横浜スタジアム前 → 中華街入口 → 桜木町駅前 → パシフィコ横浜 |
| 131C | パシフィコ横浜 → 桜木町駅前 → 中華街入口 → 横浜スタジアム前 → 伊勢佐木町 → 桜木町駅前 → パシフィコ横浜 |

横浜博覧会 (YES '89) 開催と同時に、1989年3月25日より運行開始した都心循環線。現行の130系統 (2代目) とは別系統である。
同一ルートを130系統が内回り、131系統が外回りで循環する。20分間隔での運行。桜木町駅でのバスのりばは、現在パシフィコ横浜行きやピアライン、「あかいくつ」が使用している4番のりばで発着していた。
開業時は桜木町駅が起終点で、当時の方向幕の表示は、130系統が「野毛町・桜木町駅循環」、131系統が「県庁前・桜木町駅循環」であった。1991年のパシフィコ横浜開業後に延伸され、起終点がパシフィコ横浜に変更された。また横浜スタジアムを経由するルートとなった。
「あかいくつ」や「みなとみらい100円バス」などの特殊系統とは異なり、一般路線と同様に系統番号が旅客案内に使用され、運賃・バスカード等の取扱も一般系統と同一であった。循環運行のほかに長者町1丁目発着の出入庫便が一日数本運行されていた。
運行開始当初から、一般大型車両とは異なるカラーリングの専用車両により運行され、女性運転手が優先的に当系統の乗務を担当するなど、他の一般系統とは差別化された特殊系統であった。専用車両の運行開始時のカラーリングはネイビーブルーと白で、これは市電滝頭営業所併設の滝頭工場で製造された、横浜市電最後の新車1600型の登場時の塗装を模したものである。
当系統の専用車両として、1988年に発売された日産ディーゼル・RB（P-RB80G）が8台（8-4322～4329号車）導入された。はしご型フレームを持つワンステップバスで、当時の横浜市営バスの標準仕様（2段窓・中引戸）とは異なり逆T字窓・中折戸であった。車体は西日本車体工業製の「日デオリジナルボディ」である。それまで東日本では日産ディーゼル車は富士重工製の車体で導入されていたが、これが首都圏の路線バスとしては初となる西工ボディの採用例となった。また1980年代当時は珍しかったトルコンATを採用するなど、みなとみらい地区のお披露目舞台となる横浜博覧会に向けて、実験的要素がふんだんに盛り込まれた車両となっていた。
1994年の路線再編時に「Yループ」の愛称が与えられた。「Yループ」への変更時に専用車両のカラーリングが変更され、車体前面に「Yループ」ロゴが追加された。また沿線の商店街団体の発案により、地域活性化のため横浜中心市街地の魅力をPRするイラストバスとすることを企画し、1台ごとに異なるイラストが描かれた。また、この際に1台（8-4329号車）が港北ニュータウン営業所へ転属し、308系統専用車両として白地に緑色をベースとした同系統の専用塗装に変更されている。
末期には専用車両の経年廃車に伴い、一般路線用の中型長尺車や大型車が使用され、循環両方向ともに30分間隔程度の運行となっていた。みなとみらい地区の路線拡充にシフトした2002年4月の路線再編時に運行終了したが、仕様が特殊だったこともあり、廃車となった専用車両が他のバス事業者へ移籍することはなかった。

##### はたらくじどうしゃ事件
「Yループ」への変更時に塗装変更された専用車両のうち1台（8-4323号車、横浜22か6646）に、1970年代後半に東急東横線桜木町駅高架下のグラフィティアートを描いたことで知られる画家ロコ・サトシが、関内・馬車道地区をイメージしたイラストを手掛けた。
1998年に永岡書店が、この車両の写真を表紙と本文中に掲載した幼児向け乗り物絵本『なかよしえほんシリーズ 5 まちをはしる はたらくじどうしゃ』（監修：多湖輝）を出版したが、その際に著作権者である画家に対して許諾を取っておらず、また当該書籍に著作権者名の表示がなかったため、著作権侵害および著作者人格権侵害であるとして、画家が出版社を相手取り損害賠償を求めて民事訴訟を提起するに至った。
この裁判において、横浜市は原告・被告のいずれとしても関与していない。なお、当時はまだラッピング技術が発達しておらず、当該イラストは車体に直接塗装で描かれていたが、以下便宜上「ラッピングバス」と記す。
著作権法第46条では「公開の美術の著作物等の利用」として、屋外に設置された美術または建築の著作物については原則として方法を問わず自由に利用できることを定めているが、この裁判では動くラッピングバスが「公開の美術の著作物等」に該当するか否かが主な争点となった。東京地方裁判所は2001年7月25日、ラッピングバスも「屋外に恒常的に設置された美術の著作物」に当たるという初の判決を下して原告の訴えを退けた（平成13年 (ワ) 第56号 損害賠償請求事件 口頭弁論終結日 平成13年5月8日）。
この判例は「はたらくじどうしゃ事件」または「ラッピングバス裁判」などと呼ばれ、著作権法の判例として重要なものとされている。

#### 199系統
| No.  | 運行区間 |
| ---- | --- |
| 199A | 南永田団地 - 横浜パークタウン - 大池 - 別所中里台 - アンドレスの丘 - 普門院前 - 最戸町 - 向田橋 - [急行] - 南区総合庁舎前 |

年譜
- 2016年2月8日：開設[52]
- 2017年2月7日 : 運行終了[53]

南区役所の浦舟町への移転に伴い新設された。1年間の実証運行路線であった。南永田団地 - 別所中里台間は神奈川中央交通の既存バス停を使用していた。

#### 233系統
| No.  | 運行区間 |
| ---- | --- |
| 233A | [急行] 第1通用門 → 正門 → 日産本牧専用埠頭 → 三菱本牧工場前 → みなと赤十字病院入口 → 山下町 → 日本丸メモリアルパーク → 横浜駅前 |
| 233B | [急行] 横浜駅前 → 横浜市役所北プラザ → 山下町 → みなと赤十字病院入口 → 日産本牧専用埠頭                                         |

- 2021年10月1日：開設
- 2022年9月30日：廃止

横浜駅と本牧の工業地帯を急行運転で結ぶ路線。
夕方の便が233系統を名乗っていたが、2022年10月1日のダイヤ改正で123系統に統合され、廃止となった。わずか1年程の運行となった。

#### 270系統（ぶらり赤レンガBUS）
| No.  | 運行区間 |
| ---- | --- |
| 270D | [急行] 横浜駅前→みなとみらい4丁目→国際橋・カップヌードルミュージアム前→赤レンガ倉庫・マリン＆ウォーク→ワールドポーターズ→みなとみらい4丁目→横浜駅改札口前→横浜駅前 |

- 2011年9月3日： 横浜駅前→赤レンガ倉庫、赤レンガ倉庫→横浜駅改札口前→横浜駅前を開設。
- 2015年10月1日： 循環運行へ変更。
- 2016年10月1日：「ぶらり赤レンガBUS」として運行開始[54]。本牧営業所との共同運行路線から滝頭営業所の単独運行になる。
- 2020年7月23日 : ベイサイドブルーへ代替廃止[16][55]。

土曜・休日のみ運行する横浜駅と赤レンガ倉庫間のアクセス路線「ぶらり観光SAN路線 Aルート」であり、上記停留所のみに停車する急行運行を行っていた。2020年7月23日のダイヤ改正で新設されたベイサイドブルーに代替廃止となった。なお「Aルート」の路線名は「あかいくつ」が引き継いでいる。

#### 273系統（ふれあいバス）
| No.  | 運行区間                                                                                              |
| ---- | --- |
| 273B | みなと赤十字病院 - 小港 - 麦田町 - 柏葉 - 山元町1丁目 - 旭台 - 根岸駅前 - 磯子警察署前 - 市電保存館前 |

- 2009年12月14日： みなと赤十字病院 - [急行] - 山元町1丁目 - 市電保存館前間を開設[9]。
- 2013年3月30日： みなと赤十字病院 - 山元町1丁目間の通過を取りやめ、各停留所に停車する運行へ変更。
- 2020年11月4日： 廃止[17]。

交通局の地域貢献策として2009年（平成21年）12月に試行が開始されたコミュニティバス的性格を持つ特殊路線。旅客案内で使用される「ふれあいバス」の愛称のほか、書類上では273系統という系統番号が付番されている。曜日に関わらず日中2便のみの運行であった。
市電保存館前 - 根岸駅前 - 麦田町間を21系統と同一経路で運行し、本牧通りを経た後は、見晴トンネル経由のフジエクスプレス134系統と異なり、小港廻りでみなと赤十字病院へ至る経路をとる。開設当初は、山元町1丁目 - みなと赤十字病院間を通過する急行運行であった。

### 281系統（ピアライン）
| No.  | 運行区間 |
| ---- | --- |
| 281A | 桜木町駅前 → 馬車道駅前 → 万国橋・ワールドポーターズ前 → ワールドポーターズ → 国際橋・カップヌードルミュージアム前 → ハンマーヘッド                                            |
| 281B | ハンマーヘッド - 万国橋・ワールドポーターズ前 - 馬車道駅前 - 桜木町駅前 |
| 281C | 桜木町駅前 → 馬車道駅前 → 万国橋・ワールドポーターズ前 → 国際橋・カップヌードルミュージアム前 → ハンマーヘッド → 横浜税関前 → 大さん橋客船ターミナル → 馬車道駅前 → 桜木町駅前 |
| 281D | 桜木町駅前（市役所口）→ 桜木町駅前 → 馬車道駅前 → 万国橋・ワールドポーターズ前 → ワールドポーターズ → 国際橋・カップヌードルミュージアム前 → ハンマーヘッド                    |
| 281E | ハンマーヘッド - 万国橋・ワールドポーターズ前 - 馬車道駅前 - 桜木町駅前 - 桜木町駅前（市役所口）                                                                               |

2019年10月31日新設。桜木町駅から新港地区に新たにできた客船ターミナルの横浜ハンマーヘッドを結ぶ路線である。かつては浅間町と共管だったが2021年4月のダイヤ改正以降は滝頭単独所管である。
ワールドポーターズ経由でハンマーヘッドへ向かう点は同じだが、新設当時は朝夕はハンマーヘッドから桜木町駅へ直行（281B）、日中は、大さん橋客船ターミナルにも立ち寄るルート （281C） とハンマーヘッド折り返し便（桜木町発は281A、ハンマーヘッド発は281B）で運行されていた。開業日から11月4日までは無料運行した。
2020年11月4日のダイヤ改正で、朝夜の便を除き桜木町駅前（市役所口）発着に変更、また大さん橋客船ターミナル循環（281C）の運転を休止した。桜木町駅（市役所口）バス停はかつて「あかいくつ」が休憩時に使用していたスペースと同位置であり、新設されたJR桜木町駅・市役所口を出た先にある。また行先表示には新たにピアラインの頭文字である「P」が表示されるようになった。
当系統の専用車両として、神奈川県内では初となる燃料電池バスのトヨタ・SORAを導入した。
2023年3月に廃止された。

#### 324系統
| No.  | 運行区間                                                                   |
| ---- | -------------------------------------------------------------------------- |
| 324B | [急行] 滝頭 → 中村橋 → 浦舟町 → 黄金町 → 久保山 → 藤棚 → 戸部駅前 → 横浜駅 |

- 2010年10月4日： 324系統急行（滝頭→横浜駅前間）を開設[22]
- 2011年12月29日： 天神橋 - 千歳橋間の運行経路を158系統と同様の睦橋経由に変更[23]
- 2021年9月30日： 運行終了[24]。

102系統の急行バス。2021年9月30日の運行をもって廃止された。

## 車両

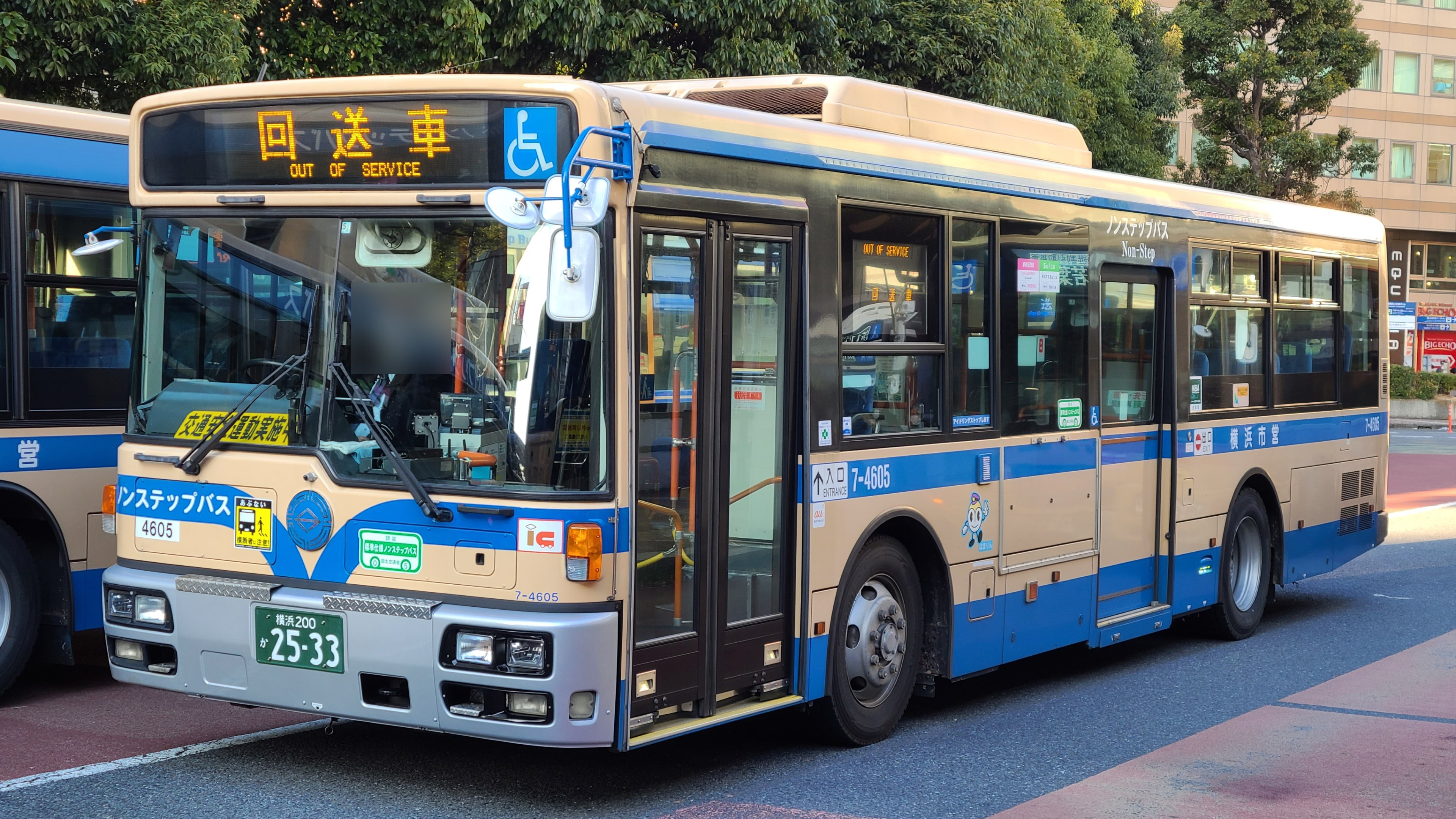
日産ディーゼル・スペースランナーRA（横浜駅西口）

2004年の入札制度導入前は、滝頭・港北ニュータウン・磯子の3営業所では日産ディーゼル（現：UDトラックス）を指定メーカーとしていた。横浜市営バスでは市内に狭隘路線が多いため短尺車を採用する営業所が多く、滝頭・港北ニュータウンの両営業所では短尺車を導入していたが、磯子営業所では標準尺車を選択していた。日産ディーゼル車は富士重工業製車体架装で導入していたが、同社のバスボディ製造事業撤退後は西日本車体工業製となった。
1983年度には「みなとヨコハマ2階建バス ブルーライン」専用車両として、国産初の2階建バスである日産ディーゼル・スペースドリームの試作車を3台導入。型式認定前の試作車導入および複数台数導入は横浜市交通局のみであった。経年により1993年度には2階建バスのヨンケーレ・モナコ（シャーシは日産ディーゼル製）を3台導入して置き換えた。いずれも現存しない。
1988年度には、130・131系統 (Yループ) 専用の中型車（日産ディーゼル・RB）が在籍した。これは首都圏では初となる西日本車体工業製車体の本格導入となったが、全車が廃車され現存しない。
1994年度までに当営業所に配置された大型車（短尺）には、横浜市営バスで最後までツーマン運行が維持されていた10・93系統の運行に対応し、中扉後方に車掌台が設置される仕様のものがあり特徴的であった。この仕様の車両はすでに全車が廃車されており現存しない。
横浜市営バスでは1994年からミニバス路線の運行を開始し、1995年度には同年発売された日野・リエッセを保土ケ谷営業所を皮切りに導入開始、同年度後半にはそれまで日野自動車製車両の配置がなかった滝頭営業所にも新製配置された。以来2005年度（2006年式）までリエッセはまとまった数が配置された。
また1996年度から2008年度にかけて、当営業所ではCNG充填施設が稼働しており、それに伴い新製配置されたCNGバスも大半が日産ディーゼル製車両であった。当初はいすゞ・キュービックCNGノンステップも配置されていたが、後に港北営業所へ転出している。
入札制度導入以降の新製配置や、新たにCNG充填施設が稼働開始した浅間町営業所との大規模な車両転配置を経て、日野自動車・いすゞ自動車・三菱ふそう・日産ディーゼルの4メーカー製の車両が在籍するようになった。
在籍車両の大半は一般路線用の大型車（短尺車）である。当営業所には2012年度にバイオディーゼル燃料 (BDF) 専用給油施設が設置されており、大型短尺車の一部が試験的にBDF使用車両として運用されている。その他、135・219系統に用いられる日野自動車製の小型車が在籍する。現在は中型車の在籍はない。
近年は新機軸の車両を導入しており、2019年度にはピアライン向けにトヨタ・SORAを1台導入した。トヨタ・SORAはピアライン以外の路線でも運行されることがあるが、運行できる路線は限られており200(ベイサイドブルー),68,101,102,103,156,158系統以外の系統で運行されることはない。
2020年2月5日にはベイサイドブルー・123系統で使用される日野ブルーリボン・ハイブリッド連節バスを4台導入した。国産連節バスを導入したのは横浜市交通局が初めてとなる。